# Трудолюбовка (Винницкая область)
Трудолю́бовка (укр. Трудолюбівка) — село на Украине, находится в Барском районе Винницкой области.
Код КОАТУУ — 0520283412. Население по переписи 2001 года составляет 249 человек. Почтовый индекс — 23050. Телефонный код — 4341.
Занимает площадь 12,76 км².

## Адрес местного совета
23050, Винницкая область, Барский р-н, с. Матейкив, ул. Ленина, 4